# Karlsruhe-Klasse
Die Karlsruhe-Klasse war eine 1910 entworfene Bauserie von Kleinen Kreuzern der Kaiserlichen Marine.
Es gab hiervon nur zwei Einheiten, die beide während des Ersten Weltkrieges verlorengingen. Ganz in der Tradition der vorhergehenden Klassen erhielten sie Städtenamen, es handelte sich dabei um Karlsruhe und Rostock.

## Entwurf
Diese Schiffe unterschieden sich kaum von ihren Vorgängern der Magdeburg-Klasse. Sie waren nur geringfügig größer, hatten mit zwölf 10,5 cm-Geschützen die gleiche Bewaffnung und auch die gleiche Panzerung. Außerdem hatten sie auch vier Schornsteine. Bereits bei der nächsten Kreuzerklasse ging man wieder zu drei Schornsteinen über.
Der wesentliche Unterschied zur Magdeburg-Klasse war, dass diese Schiffe erstmals, neben 12 kohlebefeuerten Wasserrohrkesseln, auch zwei ölbefeuerte Wasserrohrkessel hatten. Ferner waren sie um etwa 0,8 kn schneller als ihre Vorgänger, da ihre Turbinenanlagen eine um 1.000 PSw höhere Leistung hatten.

## Einheiten
| Name      | Bauwerft            | Kiellegung         | Stapellauf        | Indienststellung | Verbleib |
| --------- | ------------------- | ------------------ | ----------------- | ---------------- | --- |
| Karlsruhe | Germaniawerft, Kiel | 21. September 1911 | 11. November 1912 | 15. Januar 1914  | Am 4. November 1914 vor Trinidad nach Explosion gesunken.                                                    |
| Rostock   | Howaldtswerke, Kiel | 1911               | 12. November 1912 | 5. Februar 1914  | Am 1. Juni 1916 nach starker Beschädigung in der Schlacht am Skagerrak durch deutsche Torpedoboote versenkt. |